# Agulha Preta de Peuterey
A Agulha Preta de Peuterey - Aiguille Noire de Peuterey em franês - é um cume na parte italiana do Maciço do Monte Branco que culmina a 3.773 m. A agulha é citada nos no75 e 83 das 100 mais belas corridas de montanha.

## Itinerários
A via mais conhecida é a aresta Sul cotação TD, que é ao mesmo tempo uma clássica das escaladas rochosas do Maciço do Monte Branco. A descida efectua-se neste caso pela aresta Este.

## Ascensões
- 1877 - Primeira por Lord Wentworth com J.B. Bich e Émile Rey, pela vertente Sudeste
- 1930 - aresta Sul, a normal, aberta por Karl Brendelet e Hermann Schaller
- 1935 - face Oeste por Gabriele Boccalate e Nini Pietrasanta

## Características
Aresta Sul 
- Altitude min/máx; 2.316 / 3.772 m
- Desnível; 1.450 m
- Desnível das dificuldades; 1.100 m
- Orientação principal; S
- Cotação global; TD
- cotaçnao livre; 5c >5b

## Ver também

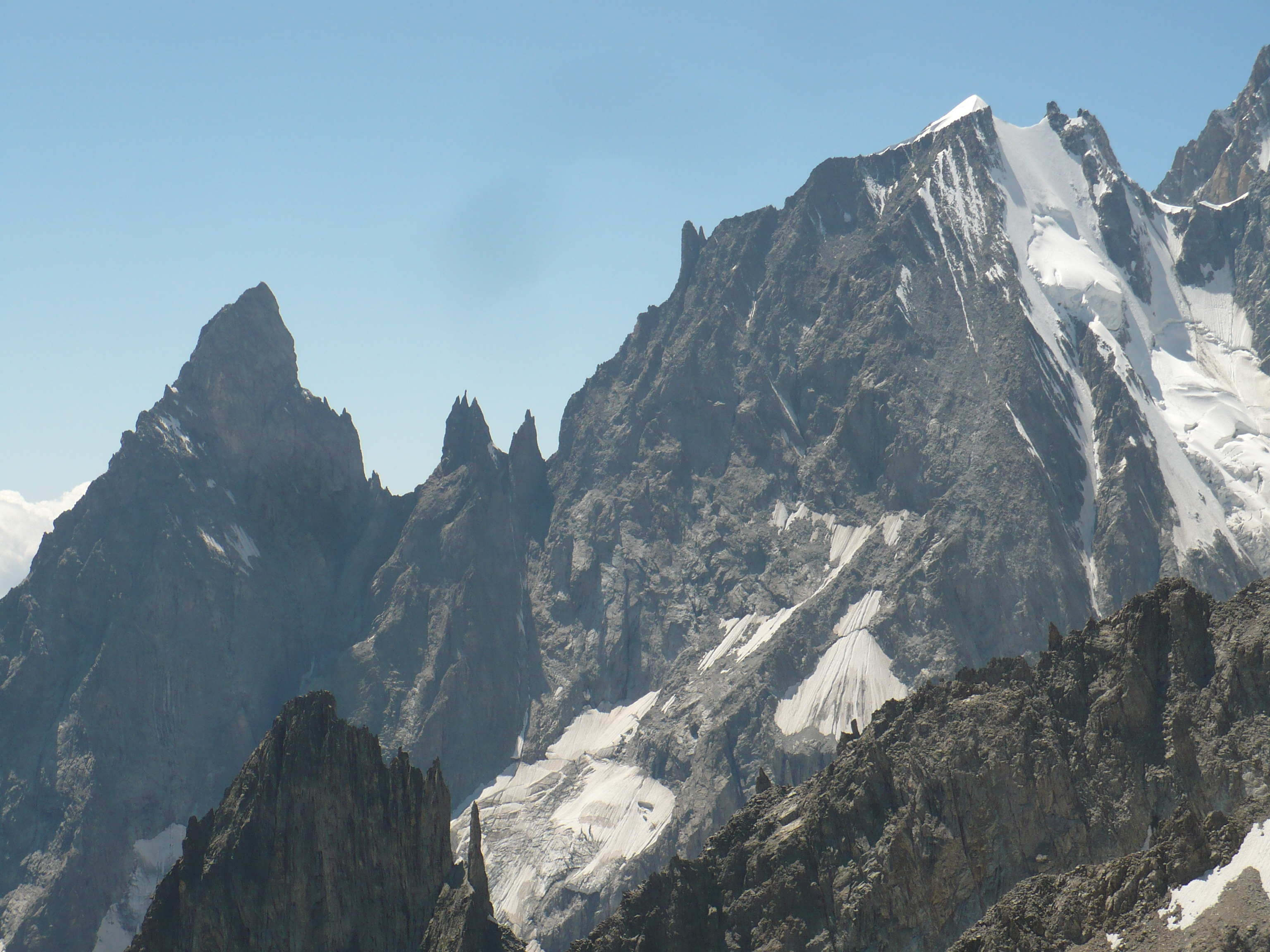
Aiguille Noire de Peuterey (esq.), Dames Anglaises (centro) - Aiguille Blanche de Peuterey (dir.)